# Afrikaanse woestijngrasmus
De Afrikaanse woestijngrasmus (Curruca deserti synoniem: Sylvia deserti) is een zangvogel uit de familie der Sylviidae.

## Naamgeving
De soort werd in 1858 geldig beschreven door de Franse legerkapitein en amateurornitholoog Victor Loche, binnen het tegenwoordig niet meer als geldig beschouwde geslacht Stoparola Blyth 1836, als Stoparola Deserti. De soortaanduiding deserti betekent "van de woestijn" in het Latijn. De soort werd daarna lange tijd beschouwd als een ondersoort van de woestijngrasmus (Curruca nana deserti). In een uitgebreide studie door Hadoram Shirihai e.a, die in 2001 werd gepubliceerd, is aannemelijk gemaakt dat de soortstatus terecht was. Hierover was niet onmiddellijk consensus. Zo stond tot 2015 de soort nog als ondersoort in het Handbook of the Birds of the World. Daarentegen staat de Afrikaanse woestijngrasmus sinds 2006 als aparte soort in alle versies van de (door vele ornithologen als gezaghebbend beschouwde) IOC World Bird List.

## Verspreiding en leefgebied
Deze soort komt voor in de woestijnen van Noordwest-Afrika, bezuiden het Atlasgebergte vanaf zuidelijk Marokko en van daaruit oostelijk over Algerije tot het westen van Libië en zuidelijk naar Mauritanië, Mali en Niger. Het verspreidingsgebied raakt dat van de woestijngrasmus (C. nana) in Egypte niet en beide soorten worden wel gezien als geografisch gescheiden allospecies binnen een superspecies. De dichtheden bedragen ongeveer vijf vogels per honderd vierkante kilometer, in geschikte voedselgebieden. Aangezien die sterk verbrokkeld zijn, kan de wereldpopulatie niet hoog liggen maar exacte schattingen zijn niet voorhanden. 

### Voorkomen in Europa
De soort enkele keren waargenomen in Malta, Italië, de Canarische Eilanden en Madeira. In 2014 werd hij voor het eerst nog in Nederland waargenomen in de Gnephoekpolder bij Alphen aan de Rijn.

## Beschrijving
De Afrikaanse woestijngrasmus is de kleinste soort in het geslacht Curruca. Hij is een kleine twaalf centimeter lang en weegt zeven tot tien gram. Het zichtbare lichaamsprofiel is min of meer bolvormig. Loche vond het een "charmant vogeltje". Mannetjes en vrouwtjes hebben ongeveer hetzelfde kleed met een doffe oranje-bruine zandkleur op de bovenzijde en een wittige tint aan de onderzijde. Oog, snavel en voeten zijn geel. In het algemeen is de kleurstelling wat geliger of lichter dan bij de nauwe verwant de woestijngrasmus. De tertiales, de veren aan het opperarmbeen, zijn bij C. deserti oranje-bruin en bij C. nana zwart. Een ander verschil tussen de soorten is dat de eieren bij de Afrikaanse woestijngrasmus groenig zijn in plaats van blauwig. Daarnaast zijn de vleugels korter maar de snavel en middenvoeten juist langer.

## Gedrag
De Afrikaanse woestijngrasmus leidt een nomadisch bestaan in de woestijngebieden van de westelijke Sahara waarbij voedsel gezocht wordt in vrij dichte bosjes en graspollen. Het dieet bestaat uit kleine geleedpotigen aangevuld met besjes. Het mannetje zingt van het hoogste punt van een bosje af, soms tijdens een parabolische vlucht van vijftien meter hoog en veertig meter ver. De zang is meer variabel dan bij de woestijngrasmus, met langere trillers. De soort leeft solitair en monogaam, althans gedurende één broedseizoen. In het zuiden van het leefgebied wordt er gebroed tussen januari en maart, soms met twee legsels. In het noorden wordt tussen maart en mei gebroed met één legsel. Een legsel telt twee tot vijf eieren, gemiddeld drie. De nesten worden laag boven de grond gebouwd, in dichte bosjes. Loche vond het nest kunstig gemaakt. Na het broedseizoen is er een volledige rui, ervoor een gedeeltelijke. Anders dan bij de woestijngrasmus is er geen duidelijke trek.